# 杜暹
杜 暹（と せん、生年不詳 - 740年）は、唐代の官僚・軍人・政治家。本貫は濮州濮陽県。

## 経歴
武周の初年の監察御史の杜承志の子として生まれた。継母に仕えて孝行で知られた。はじめ明経に挙げられ、婺州参軍に任じられた。任期を満了して帰ろうとすると、州吏が紙1万枚あまりを贈ろうとした。杜暹は100枚だけを受け取って後は返した。まもなく鄭県県尉に任じられ、高い節操で知られた。杜暹は公務上の事件で罪に問われたが、大理寺正の楊孚に弁護され、かえって推薦を受けて大理寺評事に抜擢された。
開元4年（716年）、監察御史に転じ、そのまま西域の屯田収入審査に赴いた。ときに安西副都護の郭虔瓘が西突厥可汗の阿史那献や砕葉鎮守使の劉遐慶らと合わず、互いに非難しあう上奏が繰り返されたため、杜暹は勅命を受けて事実の調査に当たることになった。このとき杜暹はすでに涼州まで帰っていたが、詔を受け取って西域に戻り、突騎施に入って、郭虔瓘らの犯罪の状況を糾明した。西方人が金を渡して贈ろうとしたが、杜暹は固辞して受け取ろうとしなかった。側近が「公は遠く絶域に使いして、西方人の情を失ってはいけません」というので、杜暹はやむをえずこれを受け取り、幕下に埋めた。杜暹は出境して去り、文書の通知を西方人に通達させた。西方人は驚いて、砂漠を越えて杜暹を追いかけたが、追いつけずにあきらめた。杜暹は給事中に累進した。継母が死去したため、杜暹は職を去り、喪に服した。開元12年（724年）、安西都護の張孝嵩が太原尹に転出すると、杜暹は安西に赴任させるにふさわしいと推薦を受けた。そこで喪中にもかかわらず黄門侍郎に任じられ、安西副大都護を兼ねた。杜暹は単騎で職に赴任した。開元13年（725年）、于闐王尉遅眺がひそかに突厥や西方諸国と結んで反乱を計画した。杜暹はその計画を察知すると、兵を発して尉遅眺を捕えて斬り、合わせてその仲間五十数人を殺害した。君長を交替させて、于闐を安定させた。杜暹は功績により光禄大夫の位を加えられた。
開元14年（726年）、杜暹は検校黄門侍郎・同中書門下平章事（宰相）に任じられた。開元17年（729年）、李元紘と合わず、知政事（宰相）を罷免され、荊州大都督府長史として出向した。さらに魏州刺史・太原尹を歴任した。開元20年（732年）、玄宗が太原府に行幸にやってくると、杜暹は戸部尚書に任じられ、玄宗に従って長安に入った。玄宗が東都洛陽に行幸すると、杜暹は勅命により長安の留守をつとめた。杜暹は衛士の当番を選抜し、三宮を修繕し、城壁を高く堀を深くし、自ら巡検し、休み怠ることもなかった。まもなく李林甫に代わって礼部尚書となり、魏県侯に封じられた。開元28年（740年）12月己未、病没した。享年は六十数歳。尚書右丞相の位を追贈された。諡は貞孝といった。

## 子女
- 杜孝友（殿中監）[10]
- 杜昱（給事中）[10]

## 伝記資料
- 『旧唐書』巻98 列伝第48
- 『新唐書』巻126 列伝第51